# Separate Representation of Voters Act
Der Separate Representation of Voters Act, Act No. 46 / 1951 (Afrikaans: Wet op Afsonderlike verteenwoordiging van kiesers; deutsch etwa: „Gesetz zur getrennten Vertretung von Wählern“) war ein Gesetz, das am 18. Juni 1951 vom Parlament in der Südafrikanischen Union gefasst wurde. Im allgemeinen Sprachgebrauch nannte man es Coloured Franchise Bill.

## Zweck und Ziele
Mit diesem Gesetz sollten in der Kapprovinz farbige, männliche Südafrikaner auf einer eigenen (separaten) Wählerliste eingetragen werden, wobei sie im Falle einer Wahl nur für weiße Vertreter votierten konnten, die dann als Vermittler zwischen ihrer Bevölkerungsgruppe und den Regierungsstellen handeln sollten. Vier dieser weißen Vertreter waren für das Unterhaus (House of Assembly), einer für den Senat und drei für den Kapländischen Provinzrat (Cape Provincial Council) vorgesehen.
Zusätzlich wurde die Errichtung eines Ausschusses für Angelegenheiten der Coloureds (Board of Coloured Affairs) vorgesehen, der von einem weißen Kommissar zu leiten war. Ihm beigeordnet sollten acht Farbige aus der Kapprovinz sowie drei von der Regierung nominierte Vertreter für die Provinzen Natal, Oranje-Freistaat und Transvaal sein. Dessen Aufgabenbereich war zur Beratung der südafrikanischen Regierung und als Vermittlerrolle zwischen den Beteiligten konzipiert.

## Auswirkungen
Gegen diese Gesetzesinitiative erhoben sich Proteste im Inland, darunter auch von politischen Organisationen der weißen Bevölkerung, die bis dahin Wählerstimmen aus der farbigen Bevölkerungsgruppe erhalten hatten. Daraufhin erklärte 1952 der Oberste Gerichtshof (Supreme Court of South Africa) das Gesetz für ungültig. Infolge dieser Entscheidung strukturierte die südafrikanische Regierung das Gericht (High Court of Parliament Act, 1952) um, was zu neuen konstitutionellen Verhältnissen führte. Im Jahr 1956 wurde der Separate Representation of Voters Act durch neue Gesetze (South Africa Act Amendment Act, No. 9 / 1956 und Separate Representation of Voters Amendment Act, No. 30 / 1956) ersetzt, wodurch mit geringen Veränderungen die mit dem Parlamentsbeschluss von 1951 beabsichtigten Regelungen rechtsverbindlich eingeführt wurden.
Durch dieses Gesetz und die mit ihm verbundene innenpolitische Auseinandersetzung forcierte sich ein Prozess innerhalb der Apartheidspolitik, der darauf abzielte, die Wahrnehmung demokratischer Wahlrechte für den nichtweißen Bevölkerungsteil einzuschränken. Aus der weißen Bevölkerung formierte sich der Protest durch die Mitglieder von Black Sash, die damit jedoch eine Minderheitsposition vertraten. Bereits 1936 hatte man das Wahlrecht der schwarzen Bevölkerung mit dem Representation of Natives Act in ähnlicher Weise massiv reduziert.
Der Separate Representation of Voters Act hatte mit dem Asiatic Law Amendment Act, No. 47 von 1948 bereits einen ähnlichen Vorläufer, der für Transvaal und Natal vergleichbare Einschränkungen traf.
Die Wählerklassierungen nach dem früheren Wahlrecht in Südafrika spitzten sich 1968 zu einer inner- und außerparlamentarischen Debatte zu, in deren Verlauf sich Mitglieder der Liberal Party of South Africa als kritische Akteure erwiesen.

## Legislative Folgeentwicklungen
Im Jahr 1968 hoben der Separate Representation of Voters Amendment Act (Act No. 50 / 1968) zusammen mit dem Coloured Persons Representative Council Amendment Act (Act No. 52 / 1968) die indirekte parlamentarische Vertretung der Coloureds durch die von ihnen gewählten weißen Repräsentanten auf.
Der 1964 beschlossene aber erst 1968 in Kraft tretende Coloured Persons Representative Council Act (Act No. 49/1964) installierte nun einen eigenen Vertretungsrat der Coloureds (Coloured Persons Representative Council, abgekürzt CRC) als neues politisches Organ, das aber keine parlamentarische Gruppe darstellte und in der Folge auch weitgehend wirkungslos blieb. Zur Bildung dieses Rates war vorgesehen, 40 Mitglieder von der Bevölkerungsgruppe wählen zu lassen und weitere 20 ernannte der Staatspräsident.